# (1734) Жонголович
(1734) Жонголович (лат. Zhongolovich) — типичный астероид главного пояса, открыт 11 октября 1928 года российским и советским астрономом Григорием Неуйминым в Симеизской обсерватории и 20 февраля 1976 года назван в честь советского астронома, гравиметриста и геодезиста Ивана Жонголовича.

## Обнаружение и именование
(1734) Жонголович
Открыт 11 октября 1928 года в Симеизе Г. Н. Неуйминым.
Назван в честь выдающегося астронома и геодезиста профессора Ивана Даниловича Жонголовича, штатного сотрудника ИТА с 1920 года и руководителя специального отдела эфемерид. Всемирно известен своими фундаментальными идеями в области спутниковой геодезии.
Оригинальный текст (англ.)1734 Zhongolovich
Discovered 1928-Oct-11 by Neujmin, G. at Simeis.
Named in honor of Prof. Ivan Danilovich Zhongolovich, a distinguished astronomer and geodesist, on the staff of the ITA {Institute of Theoretical Astronomy, Leningrad} since 1920, the head of the Special Ephemeris Department, world renowned for his fundamental ideas in satellite geodesy.
Источники: DISCOVERY.DB; M.P.C. 3933.

## Орбита

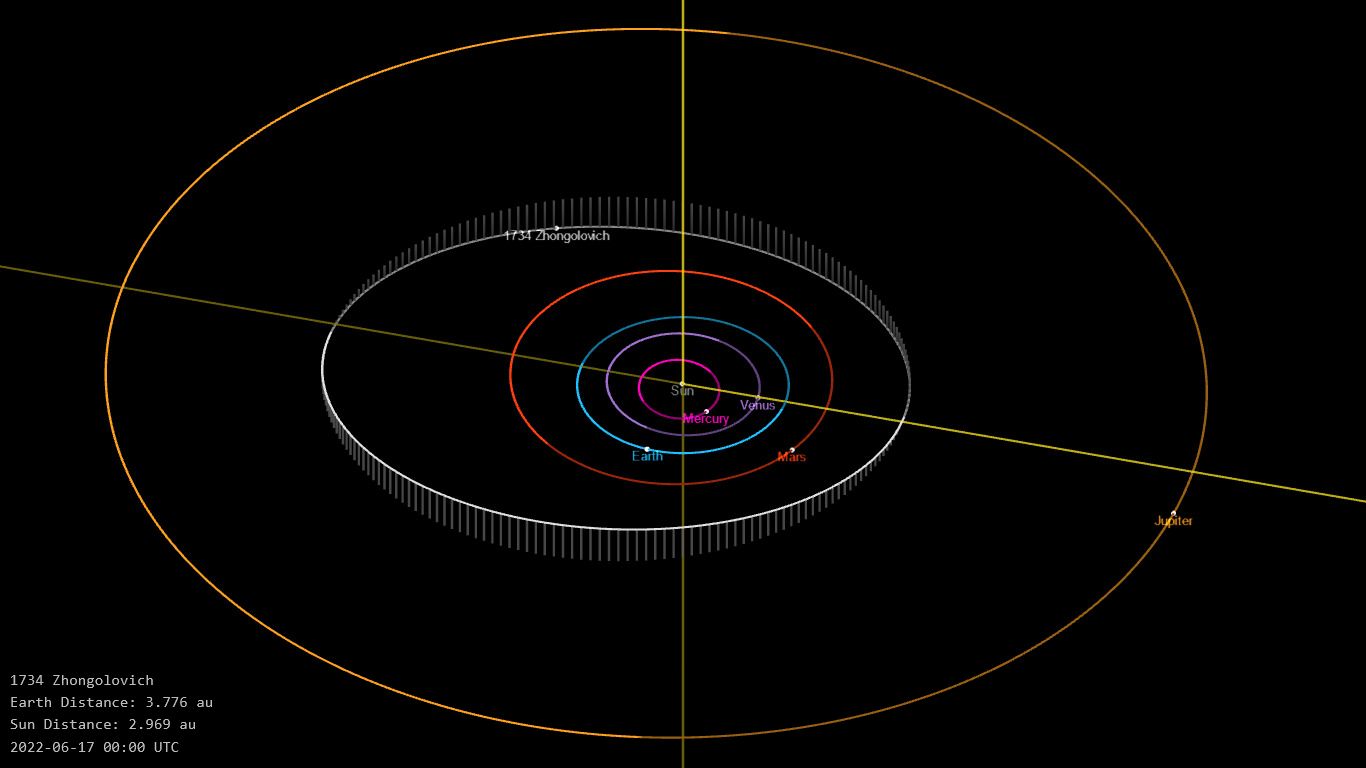
Орбита астероида Жонголович и его положение в Солнечной системе

## Физические характеристики
Из результатов второго этапа спектроскопической съёмки малых астероидов главного пояса (Small Main-belt Asteroid Spectroscopic Survey, SMASSII) следует, что астероид относится к таксономическому классу Ch, по результатам наблюдений системы телескопов панорамного обзора и быстрого реагирования Pan-STARRS — к классу C, а из наблюдений телескопа VISTA — к классу Kl.
По результатам наблюдений в инфракрасном диапазоне орбитальной обсерватории IRAS и спутника Akari и наблюдений в видимом и ближнем инфракрасном диапазоне космического телескопа NEOWISE диаметр астероида сначала оценивался равным 28,47±1,1 км, позже — 26,425±0,122 км, 33,04±0,71 км, 28,67±10,07 км, 21,636±5,357 км, 27,835±0,246 км, 28,43±10,37 км, 32,74±9,80 км и 31,07±10,42 км. Согласно тем же источникам альбедо оценивается как 0,0456±0,004, 0,0508±0,0008, 0,035±0,002, 0,04±0,05, 0,0650±0,0429, 0,048±0,002, 0,030±0,026, 0,035±0,024 и 0,028±0,022.